# 水上救生
水上救生，是一種包含游泳及救生技巧的競技運動，為世界運動會競賽運動種類之一。依水域之不同，分為靜水競賽和海水競賽兩大類，各有其不同的比賽項目，但皆以速度取勝。
靜水競賽包括200公尺障礙游泳、50公尺帶假人、100公尺混合救生、100公尺穿蛙鞋帶假人等個人項目；及4x50公尺障礙接力、4x25公尺帶假人接力、4x50公尺混合救生接力等團體接力項目。海水競賽包括海浪游泳、救生板競速、海洋鐵人賽（四項）等個人項目；及救生板救生、魚雷浮標救生等團體項目。

## 外部連結
- （英文） 國際水上救生聯合會 （页面存档备份，存于）